# Peatkivka, Berșad
Peatkivka (în ucraineană П`ятківка) este localitatea de reședință a comunei Peatkivka din raionul Berșad, regiunea Vinnița, Ucraina.

## Demografie
Componența lingvistică a localității Peatkivka
     Ucraineană (98,42%)
     Rusă (1,36%)
     Alte limbi (0,1%)
Conform recensământului din 2001, majoritatea populației localității Peatkivka era vorbitoare de ucraineană (98,42%), existând în minoritate și vorbitori de rusă (1,36%).